# Pseudonapomyza errata
Pseudonapomyza errata är en tvåvingeart som beskrevs av Zlobin 1993. Pseudonapomyza errata ingår i släktet Pseudonapomyza och familjen minerarflugor.
Artens utbredningsområde är Uzbekistan. Inga underarter finns listade i Catalogue of Life.